# Soompi
Soompi ist eine der größten und ältesten englischsprachigen Webseiten, die über Koreanischer Popkultur, insbesondere K-Pop und Dramen informieren. Soompi trug maßgebend zu englischen Inhalten bezüglich der koreanischen Welle bei. So haben sich Fans im Soompi-Forum zusammengetan um bspw. Untertitel für koreanische Dramaserien zu erstellen. Soompi ist auch der Vorläufer vieler eigenständiger Fan-Foren zu K-Pop-Gruppen. Mittlerweile erhält Soompi viel Unterstützung von den großen, koreanischen Talentagenturen wie JYP, SM oder YG Entertainment für bspw. diverse Fanspecials.
Soompi wurde 1998 von den koreanisch-amerikanischen Entwicklerin Susan Kang gegründet. Die Website erreichte schnell immer mehr Besucher. Im Februar 2011 wurde Soompi von dem koreanischen IT-Unternehmen Enswers übernommen. 2011 wurde außerdem eine französischsprachige Plattform der Website geschaffen, 2012 eine spanischsprachige.